# شهرستان ووچ شرقی
شهرستان ووچ شرقی (به لاتین: Łódź East County) یک شهرستان در لهستان است که در استان ووتسکی واقع شده‌است.

## خصوصیات
شهرستان ووچ شرقی ۴۹۹٫۳۲ کیلومترمربع مساحت و ۶۴٬۵۷۴ نفر جمعیت دارد.